# Боччолето
Боччолето (італ. Boccioleto, п'єм. Biciolèit) — муніципалітет в Італії, у регіоні П'ємонт, провінція Верчеллі.
Боччолето розташоване на відстані близько 560 км на північний захід від Рима, 95 км на північ від Турина, 65 км на північ від Верчеллі.
Населення — 205 осіб (2014).
Покровитель — святий Петро.

## Демографія
Населення за роками:

Станом на 1 січня 2023 року в муніципалітеті офіційно проживало 9 іноземців з 6 країн, серед них 5 громадян країн Євросоюзу та 2 громадяни України.

## Сусідні муніципалітети
- Бальмучча
- Кампертоньо
- Моллія
- Рима-Сан-Джузеппе
- Римаско
- Росса
- Скопа
- Скопелло

## Міста-побратими
- Бая-де-Ф'єр, Румунія (2007)